# Паоло ди Канио
Паоло ди Канио (итал. Paolo Di Canio; 9. јул 1968, Рим) је бивши италијански фудбалер, а тренутно је фудбалски тренер.

## Клупска каријера
Паоло ди Канио је поникао у Лацију, где је и започео професионалну каријеру. Играо је касније и за Јувентус, Наполи и Милан, али је био у сенци играча као што су Роберто Бађо, Алесандро дел Пјеро и Ђанлука Вијали и због тога није показао свој пуни потенцијал. Ди Канио је постао познат и по томе што се дивио фашизму, па тако има истетовирану латинску реч DUX што представља вођу, односно Бенита Мусолинија.
Сезоне 1996/97. наступа за шкотски Селтик где постаје најбољи играч, да би се након завршетка сезоне преселио у Шефилд венсдеј који је тада био члан Премијер лиге. У првој сезони је био најбољи клупски стрелац, и тако постаје љубимац навијача. Док је играо за „Сове“ направио је инцидент на мечу против Арсенала септембра 1998, када је гурнуо главног судију утакмице на земљу. То је резултовало забраном играња на 11 утакмица, као и новчана казна од 10.000 фунти.
У јануару 1999. Ди Канио прелази у Вест Хем јунајтед, и помаже клубу да дође до петог места у лиги, и да избори такмичење у Купу УЕФА кроз Интертото куп. У марту 2000. је сјајним волеј ударцем постигао гол сезоне према избору Би Би Сија у мечу против Вимблдона. Годину дана касније Ди Канио добија ФИФА награду за фер-плеј, због потеза на мечу против Евертона када је ухватио лопту рукама прекинувши тако акцију свог тима док је голман Евертона Пол Џерард лежао повређен на земљи. Године 2003. Вест Хем испада из лиге, а Ди Канио прелази у Чарлтон атлетик без обештећења где игра једну сезону.
Након играња за Чарлтон Ди Канио се враћа у матични Лацио. У римском дербију постиже гол против Роме, баш као што је то учинио и 1989. године, и тако предводи Лацио до победе од 3:1. У Лацију игра до 2006. године, када прелази у клуб Сиско Рома, где игра 2 сезоне и завршава каријеру.

## Тренерска каријера
У мају 2011. Ди Канио је постао тренер Свиндон тауна, у тренутку када је овај клуб испао у Другу фудбалску лигу Енглеске. Сезоне 2011/12. осваја прво место у тој лиги, и обезбеђује пласман у Прву фудбалску лигу. Јануара 2013. подноси оставку, да би 31. марта постао тренер Премијерлигаша Сандерленда. Ди Канио је успео да опстане у лиги са Сандерлендом, али је следеће сезоне добио отказ након 5 лигашких мечева. Од тих 5 мечева Сандерленд је освојио само један бод.

## Трофеји (као играч)

### Јувентус
- Куп УЕФА (1) : 1992/93.

### Милан
- Серија А (1) : 1995/96.
- Суперкуп Европе (1) : 1994.

### Вест Хем јунајтед
- Интертото куп (1) : 1999.

## Трофеји (као тренер)

### Свиндон Таун
- Друга фудбалска лига Енглеске (1) : 2011/12.
- Тренер године у Другој фудбалској лиги Енглеске (1) : 2012.